# Phlyctimantis verrucosus
Espèce
Synonymes
- Hylambates verrucosus Boulenger, 1912

Statut de conservation UICN

 LC  : Préoccupation mineure
Phlyctimantis verrucosus est une espèce d'amphibiens de la famille des Hyperoliidae.

## Répartition

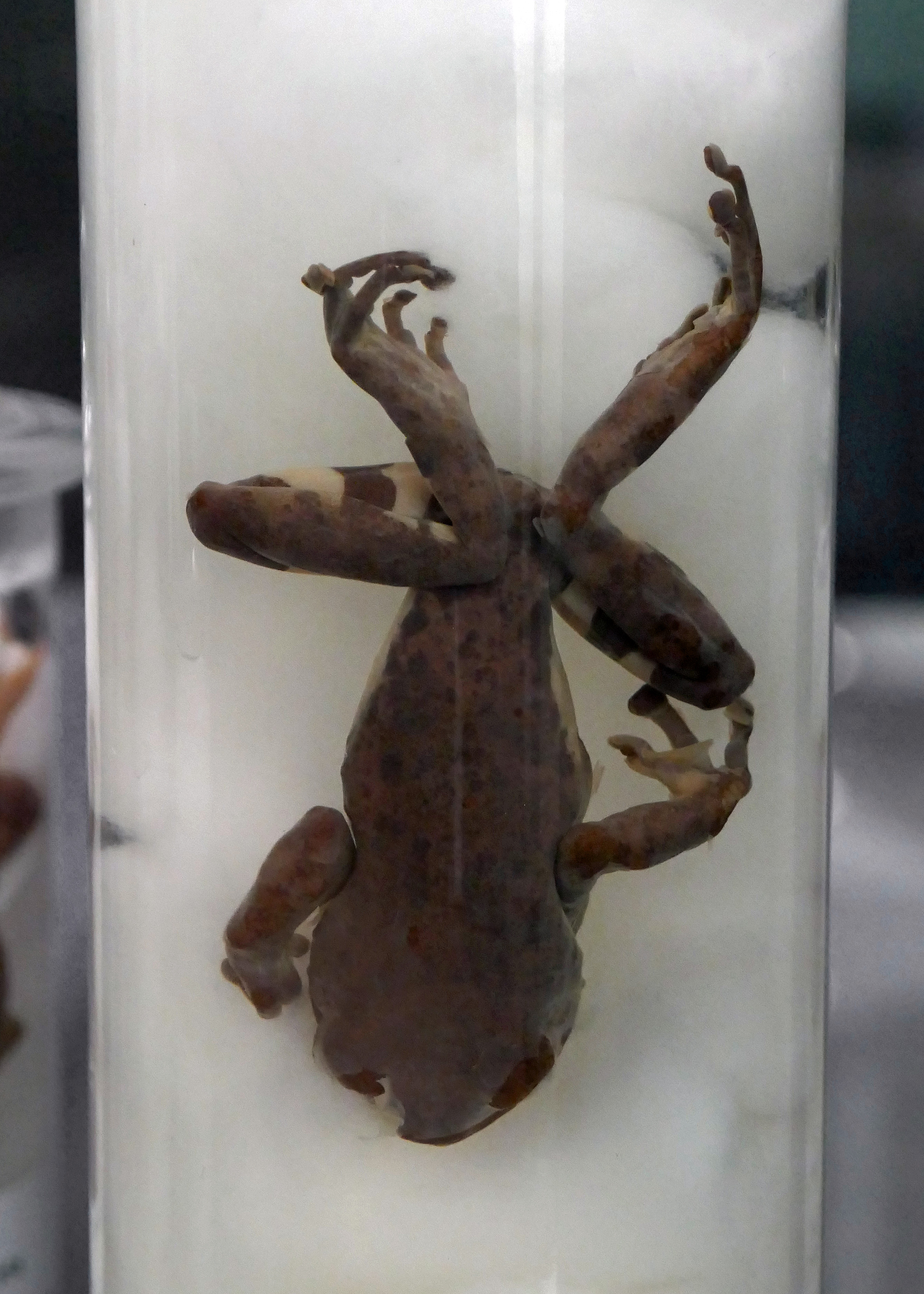
Spécimen collecté en 1951 dans le territoire de Lubero (Congo belge, auj. RDC.), à une altitude de 1000 m.

Cette espèce se rencontre entre 600 et 2 000 m d'altitude, :
- dans le nord-est de la République démocratique du Congo ;
- dans l'ouest de l'Ouganda ;
- dans le nord du Rwanda.

Elle pourrait être présente en Tanzanie.

## Publication originale
- Boulenger, 1912 : Descriptions of new African Batrachians preserved in the British Museum. Annals and Magazine of Natural History, sér. 8, vol. 10, p. 140-142 (texte intégral).